# Flèche brabançonne 2023
La Flèche brabançonne 2023 est la 63e édition de cette course cycliste masculine sur route. Elle a lieu le 12 avril 2023 dans les provinces du Brabant flamand et du Brabant wallon, en Belgique, et fait partie du calendrier UCI ProSeries 2023 en catégorie 1.Pro. 

## Parcours
Le départ est donné à Louvain et l'arrivée est jugée sur la chaussée de Bruxelles (Brusselsesteenweg) à Overijse après 205,1 km de course. Louvain et Overijse accueillent le départ et l'arrivée de la Flèche brabançonne respectivement depuis 2008 et 2010. Le parcours comporte un total de 24 côtes et se termine par trois tours d'un circuit local de 21,9 km autour d’Overijse comportant les deux tronçons en côte et pavés de la Hertstraat (0,3 km à 6,5%) et de la Moskestraat (0,5 km à 7,1%) ainsi que les trois côtes du Hagaard (900 m à 5,4%), du Holstheide (800 m à 5,6%) et celle d’arrivée, la S-Bocht (1,5 km à 3,6%).

## Équipes
20 équipes participent à cette Flèche brabançonne - 11 World Teams et 9 équipes ProTeams.
| WorldTeams (11)- AG2R Citroën Team - Alpecin-Deceuninck - Bahrain Victorious - Cofidis - EF Education-EasyPost - Ineos Grenadiers - Intermarché-Circus-Wanty - Soudal Quick-Step - Arkéa-Samsic - Trek-Segafredo - UAE Team Emirates ProTeams (9)- Bingoal WB - Bolton Equities Black Spoke Pro Cycling - Human Powered Health - Israel-Premier Tech - Lotto Dstny - Q36.5 Pro Cycling Team - Team Flanders-Baloise - Tudor Pro Cycling Team - Uno-X Pro Cycling Team |
| |

## Favoris
Le trio ayant dominé les classiques flandriennes (van der Poel, van Aert et Pogačar) ainsi que le vainqueur de la dernière édition Magnus Sheffield et l'ensemble de l'équipe Jumbo Visma ne prenant pas le départ, les principaux favoris sont Neilson Powless (EF Education-EasyPost), Arnaud De Lie (Lotto Dstny), Rémi Cavagna (Soudal Quick-Step), Ethan Hayter et Michał Kwiatkowski (Ineos Grenadiers), Benoît Cosnefroy (AG2R Citroën), Dylan Teuns (Israel-PremierTech), Quinten Hermans, Gianni Vermeersch et Søren Kragh Andersen (Alpecin-Deceuninck), Warren Barguil (Arkéa-Samsic), Bryan Coquard (Cofidis), Quinn Simmons (Trek Segafredo), Lilian Calmejane (Intermarché-Circus-Wanty), Wout Poels (Bahrain Victorious), et Matteo Trentin (UAE Team Emirates).

## Récit de la course
À deux tours de la fin, lors de franchissement de la ligne d'arrivée d'Overijse (44 km à parcourir), six hommes passent en tête avec 35 secondes d'avance sur un premier peloton déjà restreint. Ces six coureurs sont les Français Rémi Cavagna (Soudal Quick-Step) et Dorian Godon (AG2R Citroën), le Danois Andreas Kron (Lotto Dstny), l'Irlandais Ben Healy (EF Education), le champion de Suède Lucas Eriksson (Tudor ProCycling) et le Norvégien Tord Gudmestad (Uno X), seul rescapé de l'échappée précédente de quatre coureurs que Cavagna avait rejointe seul lors du tour précédent. À 39 km du terme, Healy tente de lâcher ses compagnons d'échappée mais il est repris quelques kilomètres plus loin. Les six hommes de tête poursuivent ensemble en portant leur avance sur le peloton à un peu plus d'une minute. Lors de l'avant-dernier passage de la ligne d'arrivée (22 km à parcourir), l'avance des six fuyards est encore de 48 secondes. À 20 km du terme, à la faveur d'une côte, Healy, Godon puis Cavagna se retrouvent devant mais, dans la montée suivante, à 16 km du but, Cavagna ne peut suivre et Healy et Godon s'isolent à l'avant de la course. Le duo continue en tête et se présente au pied de la montée finale, la S-Bocht. Aux deux cents mètres, Dorian Godon placé en tête, accélère en force et s'impose facilement devant Ben Healy. L'équipe AG2R Citroën place un second homme sur le podium avec Benoît Cosnefroy, sorti du peloton, qui remonte in extremis Rémi Cavagna pour s'emparer de la troisième place.

## Classements

### Classement final
| \| Classement général \| Classement général \| Classement général \| Classement général \| Classement général \| \| Coureur \| Coureur \| Pays \| Équipe \| Temps \| \| ------------------ \| ------------------ \| ------------------ \| ---------------------- \| ------------------ \| \| 1er \| Dorian Godon \| France \| AG2R Citroën Team \| 4 h 32 min 20 s \| \| 2e \| Ben Healy \| Irlande \| EF Education-EasyPost \| + 1 s \| \| 3e \| Benoît Cosnefroy \| France \| AG2R Citroën Team \| + 21 s \| \| 4e \| Rémi Cavagna \| France \| Soudal Quick-Step \| + 24 s \| \| 5e \| Axel Zingle \| France \| Cofidis \| + 25 s \| \| 6e \| Alexander Kamp \| Danemark \| Tudor Pro Cycling Team \| + 25 s \| \| 7e \| Arnaud De Lie \| Belgique \| Lotto Dstny \| + 25 s \| \| 8e \| Andrea Bagioli \| Italie \| Soudal Quick-Step \| + 25 s \| \| 9e \| Toms Skujiņš \| Lettonie \| Trek-Segafredo \| + 25 s \| \| 10e \| Kim Heiduk \| Allemagne \| Ineos Grenadiers \| + 25 s \| |                  |           |                        |                 |
| |                  |           |                        |                 |
| Source : ProCyclingStats |                  |           |                        |                 |
| Classement général |                  |           |                        |                 |
| Coureur | Coureur          | Pays      | Équipe                 | Temps           |
| 1er | Dorian Godon     | France    | AG2R Citroën Team      | 4 h 32 min 20 s |
| 2e | Ben Healy        | Irlande   | EF Education-EasyPost  | + 1 s           |
| 3e | Benoît Cosnefroy | France    | AG2R Citroën Team      | + 21 s          |
| 4e | Rémi Cavagna     | France    | Soudal Quick-Step      | + 24 s          |
| 5e | Axel Zingle      | France    | Cofidis                | + 25 s          |
| 6e | Alexander Kamp   | Danemark  | Tudor Pro Cycling Team | + 25 s          |
| 7e | Arnaud De Lie    | Belgique  | Lotto Dstny            | + 25 s          |
| 8e | Andrea Bagioli   | Italie    | Soudal Quick-Step      | + 25 s          |
| 9e | Toms Skujiņš     | Lettonie  | Trek-Segafredo         | + 25 s          |
| 10e | Kim Heiduk       | Allemagne | Ineos Grenadiers       | + 25 s          |

### Classement UCI
La course attribue des points au classement mondial UCI 2023 selon le barème suivant :
| Position           | 1er | 2e  | 3e  | 4e  | 5e | 6e | 7e | 8e | 9e | 10e | 11e | 12e | 13e | 14e | 15e | 16e à 30e | 31e à 40e |
| Classement général | 200 | 150 | 125 | 100 | 85 | 70 | 60 | 50 | 40 | 35  | 30  | 25  | 20  | 15  | 10  | 5         | 3         |

## Liste des participants
| Légende | Légende                                                                    | Légende | Légende                                                    |
| ------- | -------------------------------------------------------------------------- | ------- | ---------------------------------------------------------- |
| Num     | Dossard de départ porté par le coureur sur cette Flèche brabançonne        | Pos     | Position à l'arrivée de la course                          |
|         | Indique un maillot de champion national ou mondial, suivi de sa spécialité | NP      | Indique un coureur qui n'a pas pris le départ de la course |
| AB      | Indique un coureur qui n'a pas terminé la course                           | HD      | Indique un coureur qui a terminé la course hors des délais |

| Ineos Grenadiers IGD | Ineos Grenadiers IGD     | Ineos Grenadiers IGD |
| -------------------- | ------------------------ | -------------------- |
| Num                  | Coureur                  | Pos                  |
| 1                    | Michał Kwiatkowski (POL) | AB                   |
| 2                    | Leo Hayter (GBR)         | AB                   |
| 3                    | Cameron Wurf (AUS)       | AB                   |
| 4                    | Michael Leonard (CAN)    | AB                   |
| 5                    | Joshua Tarling (GBR)     | 58e                  |
| 6                    | Brandon Rivera (COL)     | AB                   |
| 7                    | Kim Heiduk (GER)         | 10e                  |

| Soudal Quick-Step SOQ | Soudal Quick-Step SOQ | Soudal Quick-Step SOQ |
| --------------------- | --------------------- | --------------------- |
| Num                   | Coureur               | Pos                   |
| 11                    | Andrea Bagioli (ITA)  | 8e                    |
| 12                    | Rémi Cavagna (FRA)    | 4e                    |
| 13                    | Dries Devenyns (BEL)  | 44e                   |
| 14                    | Jordi Warlop (BEL)    | 29e                   |
| 15                    | Jannik Steimle (GER)  | 53e                   |
| 16                    | Martin Svrček (SVK)   | AB                    |
| 17                    | Stan Van Tricht (BEL) | 26e                   |

| Alpecin-Deceuninck ADC | Alpecin-Deceuninck ADC     | Alpecin-Deceuninck ADC |
| ---------------------- | -------------------------- | ---------------------- |
| Num                    | Coureur                    | Pos                    |
| 21                     | Quinten Hermans (BEL)      | 11e                    |
| 22                     | Axel Laurance (FRA)        | 32e                    |
| 23                     | Søren Kragh Andersen (DEN) | AB                     |
| 24                     | Jason Osborne (GER)        | AB                     |
| 25                     | Xandro Meurisse (BEL)      | AB                     |
| 26                     | Robert Stannard (AUS)      | 18e                    |
| 27                     | Gianni Vermeersch (BEL)    | AB                     |

| Intermarché-Circus-Wanty ICW | Intermarché-Circus-Wanty ICW | Intermarché-Circus-Wanty ICW |
| ---------------------------- | ---------------------------- | ---------------------------- |
| Num                          | Coureur                      | Pos                          |
| 31                           | Francesco Busatto (ITA)      | 14e                          |
| 32                           | Lilian Calmejane (FRA)       | 24e                          |
| 33                           | Dries De Pooter (BEL)        | AB                           |
| 34                           | Jelle Vermoote (BEL)         | AB                           |
| 35                           | Tom Paquot (BEL)             | AB                           |
| 36                           | Dion Smith (NZL)             | AB                           |
| 37                           | Loïc Vliegen (BEL)           | AB                           |

| Lotto Dstny LTD | Lotto Dstny LTD                | Lotto Dstny LTD |
| --------------- | ------------------------------ | --------------- |
| Num             | Coureur                        | Pos             |
| 41              | Arnaud De Lie (BEL)            | 7e              |
| 42              | Jarrad Drizners (AUS)          | AB              |
| 43              | Pascal Eenkhoorn (NED) (route) | 34e             |
| 44              | Andreas Kron (DEN)             | 35e             |
| 45              | Mathijs Paasschens (NED)       | AB              |
| 46              | Arjen Livyns (BEL)             | AB              |
| 47              | Florian Vermeersch (BEL)       | 43e             |

| AG2R Citroën Team ACT | AG2R Citroën Team ACT   | AG2R Citroën Team ACT |
| --------------------- | ----------------------- | --------------------- |
| Num                   | Coureur                 | Pos                   |
| 51                    | Benoît Cosnefroy (FRA)  | 3e                    |
| 52                    | Stan Dewulf (BEL)       | AB                    |
| 53                    | Dorian Godon (FRA)      | 1er                   |
| 54                    | Oliver Naesen (BEL)     | AB                    |
| 55                    | Michael Schär (SUI)     | AB                    |
| 56                    | Lawrence Naesen (BEL)   | AB                    |
| 57                    | Greg Van Avermaet (BEL) | AB                    |

| Bahrain Victorious TBV | Bahrain Victorious TBV | Bahrain Victorious TBV |
| ---------------------- | ---------------------- | ---------------------- |
| Num                    | Coureur                | Pos                    |
| 61                     | Wout Poels (NED)       | 30e                    |
| 62                     | Nikias Arndt (GER)     | 15e                    |
| 63                     | Matevž Govekar (SLO)   | AB                     |
| 64                     | Fran Miholjević (CRO)  | AB                     |
| 65                     | Nicolò Buratti (ITA)   | 59e                    |
| 67                     | Jonathan Milan (ITA)   | 60e                    |

| Cofidis COF | Cofidis COF              | Cofidis COF |
| ----------- | ------------------------ | ----------- |
| Num         | Coureur                  | Pos         |
| 71          | Axel Zingle (FRA)        | 5e          |
| 73          | André Carvalho (POR)     | AB          |
| 74          | Eddy Finé (FRA)          | 42e         |
| 76          | Christophe Noppe (BEL)   | AB          |
| 77          | Alexandre Delettre (FRA) | 45e         |

| EF Education-EasyPost EFE | EF Education-EasyPost EFE | EF Education-EasyPost EFE |
| ------------------------- | ------------------------- | ------------------------- |
| Num                       | Coureur                   | Pos                       |
| 81                        | Mikkel Honoré (DEN)       | 21e                       |
| 82                        | Ben Healy (IRL)           | 2e                        |
| 83                        | Andrea Piccolo (ITA)      | AB                        |
| 84                        | Simon Carr (GBR)          | AB                        |
| 85                        | Sean Quinn (USA)          | AB                        |
| 87                        | Michael Valgren (DEN)     | 52e                       |

| Arkéa-Samsic ARK | Arkéa-Samsic ARK      | Arkéa-Samsic ARK |
| ---------------- | --------------------- | ---------------- |
| Num              | Coureur               | Pos              |
| 91               | Warren Barguil (FRA)  | 17e              |
| 93               | Mathis Le Berre (FRA) | 50e              |
| 94               | Kévin Ledanois (FRA)  | AB               |
| 95               | Łukasz Owsian (POL)   | 49e              |
| 96               | Andrii Ponomar (UKR)  | 25e              |
| 97               | Alan Riou (FRA)       | AB               |

| Trek-Segafredo TFS | Trek-Segafredo TFS      | Trek-Segafredo TFS |
| ------------------ | ----------------------- | ------------------ |
| Num                | Coureur                 | Pos                |
| 101                | Edward Theuns (BEL)     | AB                 |
| 103                | Markus Hoelgaard (NOR)  | 46e                |
| 104                | Quinn Simmons (USA)     | AB                 |
| 105                | Toms Skujiņš (LAT)      | 9e                 |
| 106                | Asbjørn Hellemose (DEN) | AB                 |
| 107                | Mathias Vacek (CZE)     | 47e                |

| UAE Team Emirates UAD | UAE Team Emirates UAD      | UAE Team Emirates UAD |
| --------------------- | -------------------------- | --------------------- |
| Num                   | Coureur                    | Pos                   |
| 111                   | Matteo Trentin (ITA)       | AB                    |
| 112                   | Mikkel Bjerg (DEN)         | AB                    |
| 113                   | Sjoerd Bax (NED)           | AB                    |
| 114                   | Alessandro Covi (ITA)      | 13e                   |
| 115                   | Ryan Gibbons (RSA)         | AB                    |
| 116                   | Marc Hirschi (SUI)         | 19e                   |
| 117                   | Vegard Stake Laengen (NOR) | AB                    |

| Bingoal WB BWB | Bingoal WB BWB            | Bingoal WB BWB |
| -------------- | ------------------------- | -------------- |
| Num            | Coureur                   | Pos            |
| 121            | Lucas Jacques (BEL)       | AB             |
| 122            | Julian Mertens (BEL)      | 22e            |
| 123            | Floris De Tier (BEL)      | AB             |
| 124            | Dimitri Peyskens (BEL)    | AB             |
| 125            | Johan Meens (BEL)         | AB             |
| 126            | Aaron Van der Beken (BEL) | AB             |
| 127            | Luca Van Boven (BEL)      | AB             |

| Team Flanders-Baloise TFB | Team Flanders-Baloise TFB | Team Flanders-Baloise TFB |
| ------------------------- | ------------------------- | ------------------------- |
| Num                       | Coureur                   | Pos                       |
| 131                       | Jenno Berckmoes (BEL)     | 20e                       |
| 132                       | Kamiel Bonneu (BEL)       | 33e                       |
| 133                       | Vito Braet (BEL)          | 16e                       |
| 134                       | Alex Colman (BEL)         | AB                        |
| 135                       | Sander De Pestel (BEL)    | AB                        |
| 136                       | Elias Maris (BEL)         | 54e                       |
| 137                       | Ward Vanhoof (BEL)        | AB                        |

| Bolton Equities Black Spoke Pro Cycling BEB | Bolton Equities Black Spoke Pro Cycling BEB | Bolton Equities Black Spoke Pro Cycling BEB |
| ------------------------------------------- | ------------------------------------------- | ------------------------------------------- |
| Num                                         | Coureur                                     | Pos                                         |
| 141                                         | Logan Currie (NZL)                          | AB                                          |
| 142                                         | Aaron Gate (NZL)                            | 51e                                         |
| 143                                         | Ryan Christensen (NZL)                      | AB                                          |
| 144                                         | James Fouché (NZL)                          | AB                                          |
| 145                                         | Mark Stewart (GBR)                          | 41e                                         |
| 146                                         | Jacob Scott (GBR)                           | 37e                                         |
| 147                                         | Rory Townsend (IRL) (route)                 | AB                                          |

| Human Powered Health HPM | Human Powered Health HPM       | Human Powered Health HPM |
| ------------------------ | ------------------------------ | ------------------------ |
| Num                      | Coureur                        | Pos                      |
| 151                      | Charles-Étienne Chrétien (CAN) | AB                       |
| 152                      | Gage Hecht (USA)               | AB                       |
| 153                      | August Jensen (NOR)            | 48e                      |
| 154                      | Colin Joyce (USA)              | 55e                      |
| 155                      | Wessel Krul (NED)              | AB                       |
| 156                      | Barnabás Peák (HUN)            | AB                       |
| 157                      | Adam de Vos (CAN)              | 56e                      |

| Israel-Premier Tech IPT | Israel-Premier Tech IPT | Israel-Premier Tech IPT |
| ----------------------- | ----------------------- | ----------------------- |
| Num                     | Coureur                 | Pos                     |
| 161                     | Tom Van Asbroeck (BEL)  | AB                      |
| 162                     | Simon Clarke (AUS)      | 40e                     |
| 163                     | Giacomo Nizzolo (ITA)   | AB                      |
| 164                     | Daryl Impey (RSA)       | AB                      |
| 165                     | Nick Schultz (AUS)      | AB                      |
| 166                     | Corbin Strong (NZL)     | 23e                     |
| 167                     | Hugo Houle (CAN)        | 61e                     |

| Q36.5 Pro Cycling Team Q36 | Q36.5 Pro Cycling Team Q36 | Q36.5 Pro Cycling Team Q36 |
| -------------------------- | -------------------------- | -------------------------- |
| Num                        | Coureur                    | Pos                        |
| 171                        | Jack Bauer (NZL)           | AB                         |
| 173                        | Kamil Małecki (POL)        | AB                         |
| 174                        | Cyrus Monk (AUS)           | AB                         |
| 175                        | Alessandro Fedeli (ITA)    | AB                         |
| 176                        | Tobias Ludvigsson (SWE)    | AB                         |
| 177                        | Nickolas Zukowsky (CAN)    | AB                         |

| Tudor Pro Cycling Team TUD | Tudor Pro Cycling Team TUD   | Tudor Pro Cycling Team TUD |
| -------------------------- | ---------------------------- | -------------------------- |
| Num                        | Coureur                      | Pos                        |
| 181                        | Nils Brun (SUI)              | 27e                        |
| 182                        | Aloïs Charrin (FRA)          | AB                         |
| 183                        | Lucas Eriksson (SWE) (route) | 36e                        |
| 184                        | Jacob Eriksson (SWE)         | AB                         |
| 185                        | Alexander Kamp (DEN) (route) | 6e                         |
| 186                        | Miká Heming (GER)            | AB                         |
| 187                        | Arthur Kluckers (LUX)        | 28e                        |

| Uno-X Pro Cycling Team UXT | Uno-X Pro Cycling Team UXT   | Uno-X Pro Cycling Team UXT |
| -------------------------- | ---------------------------- | -------------------------- |
| Num                        | Coureur                      | Pos                        |
| 191                        | Martin Bugge Urianstad (NOR) | 39e                        |
| 192                        | Anthon Charmig (DEN)         | 31e                        |
| 193                        | Tord Gudmestad (NOR)         | 38e                        |
| 194                        | Anders Johannessen (NOR)     | AB                         |
| 195                        | Tobias Johannessen (NOR)     | 57e                        |
| 196                        | Jacob Hindsgaul (DEN)        | AB                         |
| 197                        | Jonas Gregaard Wilsly (DEN)  | 12e                        |

| Ineos Grenadiers IGD | Ineos Grenadiers IGD     | Ineos Grenadiers IGD |
| -------------------- | ------------------------ | -------------------- |
| Num                  | Coureur                  | Pos                  |
| 1                    | Michał Kwiatkowski (POL) | AB                   |
| 2                    | Leo Hayter (GBR)         | AB                   |
| 3                    | Cameron Wurf (AUS)       | AB                   |
| 4                    | Michael Leonard (CAN)    | AB                   |
| 5                    | Joshua Tarling (GBR)     | 58e                  |
| 6                    | Brandon Rivera (COL)     | AB                   |
| 7                    | Kim Heiduk (GER)         | 10e                  |

| Soudal Quick-Step SOQ | Soudal Quick-Step SOQ | Soudal Quick-Step SOQ |
| --------------------- | --------------------- | --------------------- |
| Num                   | Coureur               | Pos                   |
| 11                    | Andrea Bagioli (ITA)  | 8e                    |
| 12                    | Rémi Cavagna (FRA)    | 4e                    |
| 13                    | Dries Devenyns (BEL)  | 44e                   |
| 14                    | Jordi Warlop (BEL)    | 29e                   |
| 15                    | Jannik Steimle (GER)  | 53e                   |
| 16                    | Martin Svrček (SVK)   | AB                    |
| 17                    | Stan Van Tricht (BEL) | 26e                   |

| Alpecin-Deceuninck ADC | Alpecin-Deceuninck ADC     | Alpecin-Deceuninck ADC |
| ---------------------- | -------------------------- | ---------------------- |
| Num                    | Coureur                    | Pos                    |
| 21                     | Quinten Hermans (BEL)      | 11e                    |
| 22                     | Axel Laurance (FRA)        | 32e                    |
| 23                     | Søren Kragh Andersen (DEN) | AB                     |
| 24                     | Jason Osborne (GER)        | AB                     |
| 25                     | Xandro Meurisse (BEL)      | AB                     |
| 26                     | Robert Stannard (AUS)      | 18e                    |
| 27                     | Gianni Vermeersch (BEL)    | AB                     |

| Intermarché-Circus-Wanty ICW | Intermarché-Circus-Wanty ICW | Intermarché-Circus-Wanty ICW |
| ---------------------------- | ---------------------------- | ---------------------------- |
| Num                          | Coureur                      | Pos                          |
| 31                           | Francesco Busatto (ITA)      | 14e                          |
| 32                           | Lilian Calmejane (FRA)       | 24e                          |
| 33                           | Dries De Pooter (BEL)        | AB                           |
| 34                           | Jelle Vermoote (BEL)         | AB                           |
| 35                           | Tom Paquot (BEL)             | AB                           |
| 36                           | Dion Smith (NZL)             | AB                           |
| 37                           | Loïc Vliegen (BEL)           | AB                           |

| Lotto Dstny LTD | Lotto Dstny LTD                | Lotto Dstny LTD |
| --------------- | ------------------------------ | --------------- |
| Num             | Coureur                        | Pos             |
| 41              | Arnaud De Lie (BEL)            | 7e              |
| 42              | Jarrad Drizners (AUS)          | AB              |
| 43              | Pascal Eenkhoorn (NED) (route) | 34e             |
| 44              | Andreas Kron (DEN)             | 35e             |
| 45              | Mathijs Paasschens (NED)       | AB              |
| 46              | Arjen Livyns (BEL)             | AB              |
| 47              | Florian Vermeersch (BEL)       | 43e             |

| AG2R Citroën Team ACT | AG2R Citroën Team ACT   | AG2R Citroën Team ACT |
| --------------------- | ----------------------- | --------------------- |
| Num                   | Coureur                 | Pos                   |
| 51                    | Benoît Cosnefroy (FRA)  | 3e                    |
| 52                    | Stan Dewulf (BEL)       | AB                    |
| 53                    | Dorian Godon (FRA)      | 1er                   |
| 54                    | Oliver Naesen (BEL)     | AB                    |
| 55                    | Michael Schär (SUI)     | AB                    |
| 56                    | Lawrence Naesen (BEL)   | AB                    |
| 57                    | Greg Van Avermaet (BEL) | AB                    |

| Bahrain Victorious TBV | Bahrain Victorious TBV | Bahrain Victorious TBV |
| ---------------------- | ---------------------- | ---------------------- |
| Num                    | Coureur                | Pos                    |
| 61                     | Wout Poels (NED)       | 30e                    |
| 62                     | Nikias Arndt (GER)     | 15e                    |
| 63                     | Matevž Govekar (SLO)   | AB                     |
| 64                     | Fran Miholjević (CRO)  | AB                     |
| 65                     | Nicolò Buratti (ITA)   | 59e                    |
| 67                     | Jonathan Milan (ITA)   | 60e                    |

| Cofidis COF | Cofidis COF              | Cofidis COF |
| ----------- | ------------------------ | ----------- |
| Num         | Coureur                  | Pos         |
| 71          | Axel Zingle (FRA)        | 5e          |
| 73          | André Carvalho (POR)     | AB          |
| 74          | Eddy Finé (FRA)          | 42e         |
| 76          | Christophe Noppe (BEL)   | AB          |
| 77          | Alexandre Delettre (FRA) | 45e         |

| EF Education-EasyPost EFE | EF Education-EasyPost EFE | EF Education-EasyPost EFE |
| ------------------------- | ------------------------- | ------------------------- |
| Num                       | Coureur                   | Pos                       |
| 81                        | Mikkel Honoré (DEN)       | 21e                       |
| 82                        | Ben Healy (IRL)           | 2e                        |
| 83                        | Andrea Piccolo (ITA)      | AB                        |
| 84                        | Simon Carr (GBR)          | AB                        |
| 85                        | Sean Quinn (USA)          | AB                        |
| 87                        | Michael Valgren (DEN)     | 52e                       |

| Arkéa-Samsic ARK | Arkéa-Samsic ARK      | Arkéa-Samsic ARK |
| ---------------- | --------------------- | ---------------- |
| Num              | Coureur               | Pos              |
| 91               | Warren Barguil (FRA)  | 17e              |
| 93               | Mathis Le Berre (FRA) | 50e              |
| 94               | Kévin Ledanois (FRA)  | AB               |
| 95               | Łukasz Owsian (POL)   | 49e              |
| 96               | Andrii Ponomar (UKR)  | 25e              |
| 97               | Alan Riou (FRA)       | AB               |

| Trek-Segafredo TFS | Trek-Segafredo TFS      | Trek-Segafredo TFS |
| ------------------ | ----------------------- | ------------------ |
| Num                | Coureur                 | Pos                |
| 101                | Edward Theuns (BEL)     | AB                 |
| 103                | Markus Hoelgaard (NOR)  | 46e                |
| 104                | Quinn Simmons (USA)     | AB                 |
| 105                | Toms Skujiņš (LAT)      | 9e                 |
| 106                | Asbjørn Hellemose (DEN) | AB                 |
| 107                | Mathias Vacek (CZE)     | 47e                |

| UAE Team Emirates UAD | UAE Team Emirates UAD      | UAE Team Emirates UAD |
| --------------------- | -------------------------- | --------------------- |
| Num                   | Coureur                    | Pos                   |
| 111                   | Matteo Trentin (ITA)       | AB                    |
| 112                   | Mikkel Bjerg (DEN)         | AB                    |
| 113                   | Sjoerd Bax (NED)           | AB                    |
| 114                   | Alessandro Covi (ITA)      | 13e                   |
| 115                   | Ryan Gibbons (RSA)         | AB                    |
| 116                   | Marc Hirschi (SUI)         | 19e                   |
| 117                   | Vegard Stake Laengen (NOR) | AB                    |

| Bingoal WB BWB | Bingoal WB BWB            | Bingoal WB BWB |
| -------------- | ------------------------- | -------------- |
| Num            | Coureur                   | Pos            |
| 121            | Lucas Jacques (BEL)       | AB             |
| 122            | Julian Mertens (BEL)      | 22e            |
| 123            | Floris De Tier (BEL)      | AB             |
| 124            | Dimitri Peyskens (BEL)    | AB             |
| 125            | Johan Meens (BEL)         | AB             |
| 126            | Aaron Van der Beken (BEL) | AB             |
| 127            | Luca Van Boven (BEL)      | AB             |

| Team Flanders-Baloise TFB | Team Flanders-Baloise TFB | Team Flanders-Baloise TFB |
| ------------------------- | ------------------------- | ------------------------- |
| Num                       | Coureur                   | Pos                       |
| 131                       | Jenno Berckmoes (BEL)     | 20e                       |
| 132                       | Kamiel Bonneu (BEL)       | 33e                       |
| 133                       | Vito Braet (BEL)          | 16e                       |
| 134                       | Alex Colman (BEL)         | AB                        |
| 135                       | Sander De Pestel (BEL)    | AB                        |
| 136                       | Elias Maris (BEL)         | 54e                       |
| 137                       | Ward Vanhoof (BEL)        | AB                        |

| Bolton Equities Black Spoke Pro Cycling BEB | Bolton Equities Black Spoke Pro Cycling BEB | Bolton Equities Black Spoke Pro Cycling BEB |
| ------------------------------------------- | ------------------------------------------- | ------------------------------------------- |
| Num                                         | Coureur                                     | Pos                                         |
| 141                                         | Logan Currie (NZL)                          | AB                                          |
| 142                                         | Aaron Gate (NZL)                            | 51e                                         |
| 143                                         | Ryan Christensen (NZL)                      | AB                                          |
| 144                                         | James Fouché (NZL)                          | AB                                          |
| 145                                         | Mark Stewart (GBR)                          | 41e                                         |
| 146                                         | Jacob Scott (GBR)                           | 37e                                         |
| 147                                         | Rory Townsend (IRL) (route)                 | AB                                          |

| Human Powered Health HPM | Human Powered Health HPM       | Human Powered Health HPM |
| ------------------------ | ------------------------------ | ------------------------ |
| Num                      | Coureur                        | Pos                      |
| 151                      | Charles-Étienne Chrétien (CAN) | AB                       |
| 152                      | Gage Hecht (USA)               | AB                       |
| 153                      | August Jensen (NOR)            | 48e                      |
| 154                      | Colin Joyce (USA)              | 55e                      |
| 155                      | Wessel Krul (NED)              | AB                       |
| 156                      | Barnabás Peák (HUN)            | AB                       |
| 157                      | Adam de Vos (CAN)              | 56e                      |

| Israel-Premier Tech IPT | Israel-Premier Tech IPT | Israel-Premier Tech IPT |
| ----------------------- | ----------------------- | ----------------------- |
| Num                     | Coureur                 | Pos                     |
| 161                     | Tom Van Asbroeck (BEL)  | AB                      |
| 162                     | Simon Clarke (AUS)      | 40e                     |
| 163                     | Giacomo Nizzolo (ITA)   | AB                      |
| 164                     | Daryl Impey (RSA)       | AB                      |
| 165                     | Nick Schultz (AUS)      | AB                      |
| 166                     | Corbin Strong (NZL)     | 23e                     |
| 167                     | Hugo Houle (CAN)        | 61e                     |

| Q36.5 Pro Cycling Team Q36 | Q36.5 Pro Cycling Team Q36 | Q36.5 Pro Cycling Team Q36 |
| -------------------------- | -------------------------- | -------------------------- |
| Num                        | Coureur                    | Pos                        |
| 171                        | Jack Bauer (NZL)           | AB                         |
| 173                        | Kamil Małecki (POL)        | AB                         |
| 174                        | Cyrus Monk (AUS)           | AB                         |
| 175                        | Alessandro Fedeli (ITA)    | AB                         |
| 176                        | Tobias Ludvigsson (SWE)    | AB                         |
| 177                        | Nickolas Zukowsky (CAN)    | AB                         |

| Tudor Pro Cycling Team TUD | Tudor Pro Cycling Team TUD   | Tudor Pro Cycling Team TUD |
| -------------------------- | ---------------------------- | -------------------------- |
| Num                        | Coureur                      | Pos                        |
| 181                        | Nils Brun (SUI)              | 27e                        |
| 182                        | Aloïs Charrin (FRA)          | AB                         |
| 183                        | Lucas Eriksson (SWE) (route) | 36e                        |
| 184                        | Jacob Eriksson (SWE)         | AB                         |
| 185                        | Alexander Kamp (DEN) (route) | 6e                         |
| 186                        | Miká Heming (GER)            | AB                         |
| 187                        | Arthur Kluckers (LUX)        | 28e                        |

| Uno-X Pro Cycling Team UXT | Uno-X Pro Cycling Team UXT   | Uno-X Pro Cycling Team UXT |
| -------------------------- | ---------------------------- | -------------------------- |
| Num                        | Coureur                      | Pos                        |
| 191                        | Martin Bugge Urianstad (NOR) | 39e                        |
| 192                        | Anthon Charmig (DEN)         | 31e                        |
| 193                        | Tord Gudmestad (NOR)         | 38e                        |
| 194                        | Anders Johannessen (NOR)     | AB                         |
| 195                        | Tobias Johannessen (NOR)     | 57e                        |
| 196                        | Jacob Hindsgaul (DEN)        | AB                         |
| 197                        | Jonas Gregaard Wilsly (DEN)  | 12e                        |